# Anton Makarenko
Anton Semjonovič Makarenko, ruski pedagog, učitelj, socialni delavec in pisatelj, * 13. januar 1888, Belopolje, Carska Rusija, † 1. april 1939, Moskva, Sovjetska zveza.
Velja za ustanovitelja znanstvene pedagogike v Sovjetski zvezi. Promoviral je demokratične ideje in principe iz pedagoške teorije in prakse. Osnoval je teorijo in metodologijo vzgoje samoupravnih otroških skupnosti ter predstavil koncept produktivnega dela v šolski sistem.
Makarenko velja za enega od najpomembnejših in najboljših pedagogov na svetu, njegove knjige pa so bile izdane v veliko različnih jezikih in državah.

## Življenje
Anton Semjonovič Makarenko se je rodil v mestu Belopolje, Provinca Harkov, Ruski imperij (današnja Ukrajina) očetu Simonu Gregoreviču Makarenku, ki je bil slikar na sovjetskih železnicah in materi Tatjani Mihajlovni. Ko je imel 12 let, se je njegova družina preselila v Kruikov, mesto blizu Kremenčuka. Tam je dokončal obvezno šolanje. Leta 1904, pri 16-ih letih, je bil sprejet na enoletno usposabljanje učiteljev v Kremenčuku. Jeseni 1905 pa je vzporedno z usposabljanjem že začel učiti v Kruikovu. Med Makarenkovim usposabljanjem se je začela ruska revolucija za razpustitev caristične avtokracije. Po 6-ih letih učenja v Kruikovu je bil Makarenko premeščen v Južni Dolinsk, Provinca Herson.
Makarenko je imel v Južnem Dolinsku dve nalogi: učiti in biti nadzornik v študentskem domu. Kot nadzornik je za študente ustvaril aktivnosti za prosti čas kot so ljubiteljska ornitologija in gledališki krožek. Leta 1914 se je vpisal na Inštitut za šolstvo v Poltavi. S tezo o kritiki moderne pedagogike je prejel zlato medaljo, najvišja nagrada za sovjetske šole in fakultete, in diplomiral leta 1917. Po tem je tri leta delal kot ravnatelj na osnovnih šolah v Poltavi. Leta 1920 so ukrajinske oblasti Makarenka prosile, da vodi institucijo za brezdomce in problematične mladostnike, Kolonija Poltava, katere ime je spremenil v Kolonija Gorki. Koloniji je dal ime po ruskem pisatelju Maksimu Gorkiju. S svojim pedagoškim znanjem je nasilne najstnike zaposlil in spremenil njihovo obnašanje. Leta 1923 je Makarenko izdal dva članka o Koloniji Gorki (v časopisu Golos Truda in reviji Novimy Stezhkami). Septembra 1928 je bil Makarenko odpuščen, vendar je takoj našel novo službo v Dzeržinski sirotišnici. Otroci iz sirotišnice so delali pri čevljarju, krojaču in mizarju, kjer so se naučili ročnega dela. Kmalu so ročna dela zamenjali za stroje in v sirotišnici začeli delati fotoaparate. Po dveh letih je proizvodnja fotoaparatov in kamer naredila sirotišnico v samofinancirano podjetje. Poleg hrane, pijače, oblek, plač in šolskega materiala je sirotišnica denar namenila tudi štipendijam bivših dijakov na fakultetah. Leta 1935 se je predsedstvo Dzeržinske sirotišnice odločilo, da bi morali otroci delati več časa v podjetju in manj v šoli. Ko je bila Makarenkova pritožba neuslišana, je bil ponovno premeščen, tokrat v Kijev. V Kijevu je delal za NKVD kot glavni pomočnik na oddelku za delovne kolonije. Leta 1936 je bil imenovan za vodjo še ene kolonije, tokrat v Bovariju, kjer je deloval le eno leto.
Februarja 1937 se je zaradi protirevolucionarnih gibanj začel val aretacij, kjer je bilo aretiranih veliko Makarenkovih sodelavcev in prijateljev. Z družino se je, zaradi govoric o njegovi kritiki Stalina in spodbujanja ukrajinske opozicije, iz Kijeva preselil v Moskvo, kjer je živel pod posebnim nadzorom. Tam je nadaljeval svoje pisanje in istega leta napisal delo Knjiga za starše. Februarja 1939 so mu dodelili Red rdeče delavske zastave, visoko Sovjetsko nagrado. Anton Semenovič Makarenko je umrl zaradi zastoja srca na vlaku, na postaji Golicino v Moskvi, pri 51 letih. Pokopan je na pokopališči Novodeviči v Moskvi.

## Pedagogika
Anton Semenovič Makarenko je na podlagi pedagoške literature in svojih raziskav ter izkušenj trdil, da sta pravo vzgajanje in šolanje najpomembnejša dejavnika v razvoju posameznika. Njegove mišljenje se je razlikovalo od ostalih tistega časa. Na začetku 20. stoletja je večina učiteljev verjela, da ima vsak osebek določeno število prirojenih lastnosti, ki določajo njegovo osebnost. Ni se strinjal s tem, da je oseba rojena dobra oziroma slaba. Prav tako je nasprotoval fizičnim kaznim, ki so bile takrat še zelo pogoste.
Makarenko je trdil, da se morajo starši videti kot vzor in mladim pokazati kako priti do pomembnega znanja o svetu okoli nas. Bil je prepričan, da vsi, še posebej otroci in mladostniki, potrebujejo spoštovanje in razumevanje. Do takega zaključka je nekaj let kasneje prišel tudi ameriški psiholog Albert Bandura.
Skupnost je bil centralni koncept Makarenkove pedagogike. Trdil je, da morajo pedagogi spreobrniti mlade ljudi v skupnost, ki ima skupne cilje in je med seboj zvesta. Skupnost naj bi bila po njegovo vez med posameznikom in družbo. Posameznik naj ne bi bil ignoriran. V dobro delujoči skupnosti je vsak osebek pomemben in potrebe vsakega so pomembne.

## Zapuščina
Kljub nasprotovanjem s strani vlade na začetku Makarenkovega delovanja je sovjetska vlada sčasoma začela jemati njegove kolonije kot velik uspeh za komunistično izobraževanje. Med njegove najpomembnejše ideje spada uporaba pozitivnega pritiska skupnosti na določeno osebo in udomačena samouprava družbe.
Makarenko je bil eden od prvih sovjetskih učiteljev in pedagogov, ki je trdil, da bi morala biti aktivnost raznih izobraževalnih ustanov - tj. šola, družina, klubi, javne organizacije in družba, ki živela v tistem času - integrirana.

## Kritika
Kritika Makarenkovih idej je vedno bolj naraščala med sovjetskimi pedagogi ter ruskimi disidenti, pred in po padcu sovjetskega komunizma. Ukrajinski pedagog Vasilij Suhomljski je v svojem neizdanem rokopisu z naslovom Naša dobra družina (1967) nasprotoval Makarenkovemu napačnemu stališču, da je glavni cilj sovjetske moralne in karakteristične izobrazbe najden v družbi. Vladimir Sirotin je Makarenka opisal kot učitelja "kazenske pedagogike", čigar ideje so nasprotovale demokratični svobodi in človekovim pravicam, vključno s pravico do otroka in starševstva. Trdili so, da je bil Makarenkov sistem pomanjkljiv, saj je dajal otroški družbi preveč moči, ne pa posameznemu otroku.

## Glavna dela
- Pedagoška pesnitev, 1925-1935, trodelni roman
- Marec tridesetega leta, 1932, novela
- FD-1; 1932, novela
- Knjiga za starše, 1937
- Čast, 1937-1938, novela
- Zastave na parapet, 1938